# Athlétisme à l'Universiade d'été de 1997
Navigation
Fukuoka 1995 Palma de Majorque 1999
Les épreuves d'athlétisme de l'Universiade d'été 1997 se sont déroulées à Catane, en Italie.

## Podiums

### Hommes
| 100 m | Vincent Henderson 10 s 22                                                       | Aleksandr Porkhomovskiy 10 s 39                                              | Jonathan Carter 10 s 42                                                                       |
| 200 m | Gentry Bradley 20 s 48                                                          | Tony Wheeler 20 s 64                                                         | Ánninos Markoullídis 20 s 72                                                                  |
| 400 m | Clement Chukwu 44 s 81                                                          | Jerome Davis 45 s 30                                                         | Linval Laird 45 s 54                                                                          |
| 800 m | Norberto Téllez 1 min 47 s 63                                                   | Hezekiél Sepeng 1 min 47 s 77                                                | Bryan Woodward 1 min 48 s 43                                                                  |
| 1 500 m | Anthony Whiteman 3 min 43 s 57                                                  | Carlos García 3 min 43 s 97                                                  | António Travassos 3 min 44 s 14                                                               |
| 5 000 m | Simone Zanon 13 min 57 s 54                                                     | Thorsten Naumann 13 min 58 s 35                                              | Dan Browne 14 min 0 s 94                                                                      |
| 10 000 m | Kamiel Maase 28 min 22 s 11                                                     | Dan Browne 28 min 27 s 64                                                    | Rachid Berradi 28 min 30 s 05                                                                 |
| Semi marathon | Marílson dos Santos 1 h 03 min 32 s                                             | Stephen Mayaka 1 h 03 min 51 s                                               | Solomon Wachira 1 h 04 min 05 s                                                               |
| 110 m haies | Andrey Kislykh 13 s 44                                                          | Jonathan N'Senga 13 s 51                                                     | Dudley Dorival 13 s 53                                                                        |
| 400 m haies | Llewellyn Herbert 48 s 89                                                       | Ruslan Mashchenko 49 s 36                                                    | Mubarak al-Nubi 49 s 48                                                                       |
| 3 000 m steeple | Mark Ostendarp 8 min 25 s 83                                                    | Marcel Laros 8 min 27 s 91                                                   | Michael Buchleitner 8 min 28 s 92                                                             |
| 4 × 100 m | États-Unis Bryan Howard Vincent Henderson Jonathan Carter Tony McCall 38 s 48   | Cuba Anier García Misael Ortiz Iván García Luis Alberto Pérez Rionda 38 s 52 | Royaume-Uni David Money Jamie Henthorn Ross Baillie Dougie Walker 39 s 23                     |
| 4 × 400 m | États-Unis Octavius Terry Tony Wheeler Jerome Davis Bryan Woodward 3 min 2 s 53 | Jamaïque Ian Weakley Linval Laird Garth Robinson Dennis Blake 3 min 2 s 68   | Royaume-Uni Richard Knowles Sean Baldock Mark Sesay Jared Deacon Chris Rawlinson 3 min 2 s 74 |
| 20 km marche | Ilya Markov 1 h 25 min 36 s                                                     | Alejandro López 1 h 26 min 00 s                                              | Arturo Di Mezza 1 h 26 min 12 s                                                               |
| Saut en hauteur | Lee Jin-taek 2,32 m                                                             | Charles Lefrançois 2,32 m                                                    | Didier Detchénique 2,28 m                                                                     |
| Saut à la perche | Khalid Lachheb 5,70 m                                                           | Chad Harting 5,60 m                                                          | Werner Holl 5,55 m                                                                            |
| Saut en longueur | Iván Pedroso 8, 40 m                                                            | James Beckford 8,35 m                                                        | Gregor Cankar 8,11 m                                                                          |
| Triple saut | Yoelbi Quesada 17,35 m                                                          | Aliecer Urrutia 17,11 m                                                      | Robert Howard 17,08 m                                                                         |
| Lancer du poids | Yuriy Bilonoh 20,34 m                                                           | Paolo Dal Soglio 20,01 m                                                     | Brian Miller 19,72 m                                                                          |
| Lancer du disque | Uladzimir Dubroushchyk 66,40 m                                                  | Andy Bloom 63,12 m                                                           | Doug Reynolds 62,76 m                                                                         |
| Lancer du marteau | Balázs Kiss 79,42 m                                                             | Vadym Kolesnikov 77,16 m                                                     | Ilya Konovalov 76,16 m                                                                        |
| Lancer du javelot | Marius Corbett 86,50 m                                                          | Emeterio González 83,48 m                                                    | Gregor Högler 81,12 m                                                                         |
| Décathlon | Roman Šebrle 8380 pts                                                           | Kamil Damašek 8072 pts                                                       | Marcel Dost 7899 pts                                                                          |
| Records et Performances - AR : Record continental (area record) - CR : Record des championnats (championship record) - MR : Record du meeting (meet record) - NR : Record national (national record) - OR : Record olympique (olympic record) - PR : Record paralympique (paralympic record) - PB : Record personnel (personal best) - SB : Meilleure performance personnelle de la saison (season's best) - WL : Meilleure performance mondiale de l'année (world leader) - WJR : Record du monde junior (world junior record) - WR : Record du monde (world record) Circonstances et Conditions - DNF : N'a pas terminé (did not finish) - DNS : N'a pas pris le départ (did not start) - DQ : Disqualification (disqualification) - NM : Aucun essai valable enregistré (No Mark) - Q : Qualifié « directement » au prochain tour (ou à la prochaine compétition), lors d'une compétition majeure, grâce au classement ou à la réalisation des minima (automatic qualifier) - q : Qualifié au prochain tour (ou à la prochaine compétition), lors d'une compétition majeure, grâce au repêchage ou à la réalisation de l'une des meilleures performances parmi celles des « non qualifiés directement » (grâce au meilleur temps ou à la meilleure distance par exemple) (secondary qualifier) |                                                                                 |                                                                              |                                                                                               |

### Femmes
| 100 m | Ekaterini Thanou 11 s 20                                                                        | Anzhela Kravchenko 11 s 34                                                         | Katia Benth 11 s 35                                                                                       |
| 200 m | Yekaterina Leshchova 23 s 18                                                                    | Katia Benth 23 s 31                                                                | Monika Gachevska 23 s 60                                                                                  |
| 400 m | Allison Curbishley 50 s 84                                                                      | Olga Kotlyarova 51 s 35                                                            | Idalmis Bonne 51 s 72                                                                                     |
| 800 m | Iryna Nedelenko 2 min 0 s 21                                                                    | Yelena Buzhenko 2 min 0 s 84                                                       | Mariya Sinyusova 2 min 01 s 38                                                                            |
| 1 500 m | Gabriela Szabo 4 min 10 s 31                                                                    | Carla Sacramento 4 min 10 s 40                                                     | Lidia Chojecka 4 min 12 s 38                                                                              |
| 5 000 m | Nnenna Lynch 15 min 47 s 61                                                                     | Lori Durward 15 min 48 s 68                                                        | Sarah Howell 15 min 49 s 96                                                                               |
| 10 000 m | Deena Drossin 33 min 45 s 31                                                                    | Lucilla Andreucci 33 min 54 s 22                                                   | Miwako Yamanaka 34 min 10 s 28                                                                            |
| Semi marathon | Mari Sotani 1 h 11 s 49                                                                         | Agata Balsamo 1 h 13 s 06                                                          | Miyuki Tokura 1 h 13 s 20                                                                                 |
| 100 m haies | Angela Atede 13 s 16                                                                            | Feng Yun 13 s 19                                                                   | Svetlana Laukhova 13 s 22                                                                                 |
| 400 m haies | Tetyana Tereshchuk 54 s 91                                                                      | Yekaterina Bakhalova 55 s 91                                                       | Daimí Pernía 56 s 13                                                                                      |
| 4 × 100 m | États-Unis Juan Ball Melinda Sergent Andrea Anderson Passion Richardson 44 s 04                 | Russie Yekaterina Leshchova Irina Korotya Olga Povtoryova Natalya Ignatova 44 s 37 | Canada Sonia Paquette Tara Perry LaDonna Antoine Karen Clarke 44 s 59                                     |
| 4 × 400 m | Russie Natalya Sharova Svetlana Goncharenko Yekaterina Bakhvalova Olga Kotlyarova 3 min 27 s 93 | Cuba Nancy McLeon Julia Duporty Daimí Pernía Idalmis Bonne 3 min 29 s 00           | Royaume-Uni Vicki Jamison Michelle Pierre Michelle Thomas Allison Curbishley Jeina Mitchell 3 min 30 s 57 |
| 10 km marche | Larisa Ramazanova 44 min 01 s                                                                   | Rossella Giordano 44 min 31 s                                                      | Annarita Sidoti 44 min 38 s                                                                               |
| Saut en hauteur | Amy Acuff 1,98 m                                                                                | Monica Iagar 1,96 m                                                                | Marie Collonvillé 1,94 m                                                                                  |
| Saut à la perche | Emma George 4,40 m                                                                              | Cai Weiyan 4,30 m                                                                  | Doris Auer 4,10 m                                                                                         |
| Saut en longueur | Olena Shekhovtsova 6,78 m                                                                       | Viktoriya Vershynina 6,44 m                                                        | Cristina Nicolau 6,40 m                                                                                   |
| Triple saut | Olena Hovorova 14,23 m                                                                          | Olga Cepero 14,12 m                                                                | Zhanna Gureyeva 13,93 m                                                                                   |
| Lancer du poids | Irina Korzhanenko 19,39 m                                                                       | Corrie de Bruin 18,65 m                                                            | Tressa Thompson 18,26 m                                                                                   |
| Lancer du disque | Natalya Sadova 67,02 m                                                                          | Hu Honglian 61,00 m                                                                | Nicoleta Grasu 60,08 m                                                                                    |
| Lancer du marteau | Mihaela Melinte 69,84 m                                                                         | Olga Kuzenkova 65,96 m                                                             | Deborah Sosimenko 65,02 m                                                                                 |
| Lancer du javelot | Isel López 64,30 m                                                                              | Sonia Bisset 63,46 m                                                               | Karen Forkel 60,70 m                                                                                      |
| Heptathlon | Mona Steigauf 6546 pts                                                                          | Irina Vostrikova 6175 pts                                                          | Marie Collonvillé 6143 pts                                                                                |
| Records et Performances - AR : Record continental (area record) - CR : Record des championnats (championship record) - MR : Record du meeting (meet record) - NR : Record national (national record) - OR : Record olympique (olympic record) - PR : Record paralympique (paralympic record) - PB : Record personnel (personal best) - SB : Meilleure performance personnelle de la saison (season's best) - WL : Meilleure performance mondiale de l'année (world leader) - WJR : Record du monde junior (world junior record) - WR : Record du monde (world record) Circonstances et Conditions - DNF : N'a pas terminé (did not finish) - DNS : N'a pas pris le départ (did not start) - DQ : Disqualification (disqualification) - NM : Aucun essai valable enregistré (No Mark) - Q : Qualifié « directement » au prochain tour (ou à la prochaine compétition), lors d'une compétition majeure, grâce au classement ou à la réalisation des minima (automatic qualifier) - q : Qualifié au prochain tour (ou à la prochaine compétition), lors d'une compétition majeure, grâce au repêchage ou à la réalisation de l'une des meilleures performances parmi celles des « non qualifiés directement » (grâce au meilleur temps ou à la meilleure distance par exemple) (secondary qualifier) |                                                                                                 |                                                                                    | |